# Grytsjön (Malungs socken, Dalarna, 670290-139000)
Grytsjön är en sjö i Malung-Sälens kommun i Dalarna och ingår i Göta älvs huvudavrinningsområde. Sjön har en area på 0,164 kvadratkilometer och ligger 327,2 meter över havet.

## Delavrinningsområde
Grytsjön ingår i det delavrinningsområde (669946-138954) som SMHI kallar för Utloppet av Väst-Kvien. Medelhöjden är 344 meter över havet och ytan är 81,9 kvadratkilometer. Räknas de 16 avrinningsområdena uppströms in blir den ackumulerade arean 367,3 kvadratkilometer. Årosälven (Uvan) som avvattnar avrinningsområdet har biflödesordning 2, vilket innebär att vattnet flödar genom totalt 2 vattendrag innan det når havet efter 395 kilometer. Avrinningsområdet består mestadels av skog (61 procent) och sankmarker (12 procent). Avrinningsområdet har 17,64 kvadratkilometer vattenytor vilket ger det en sjöprocent på 21,5 procent.